# Nowyj Port (stacja kolejowa)
Nowyj Port (ros. Новый Порт) – towarowa stacja kolejowa w miejscowości Petersburg, w Rosji. Obsługuje port morski Petersburg. Ze stacji możliwy jest zjazd na prom kolejowy.

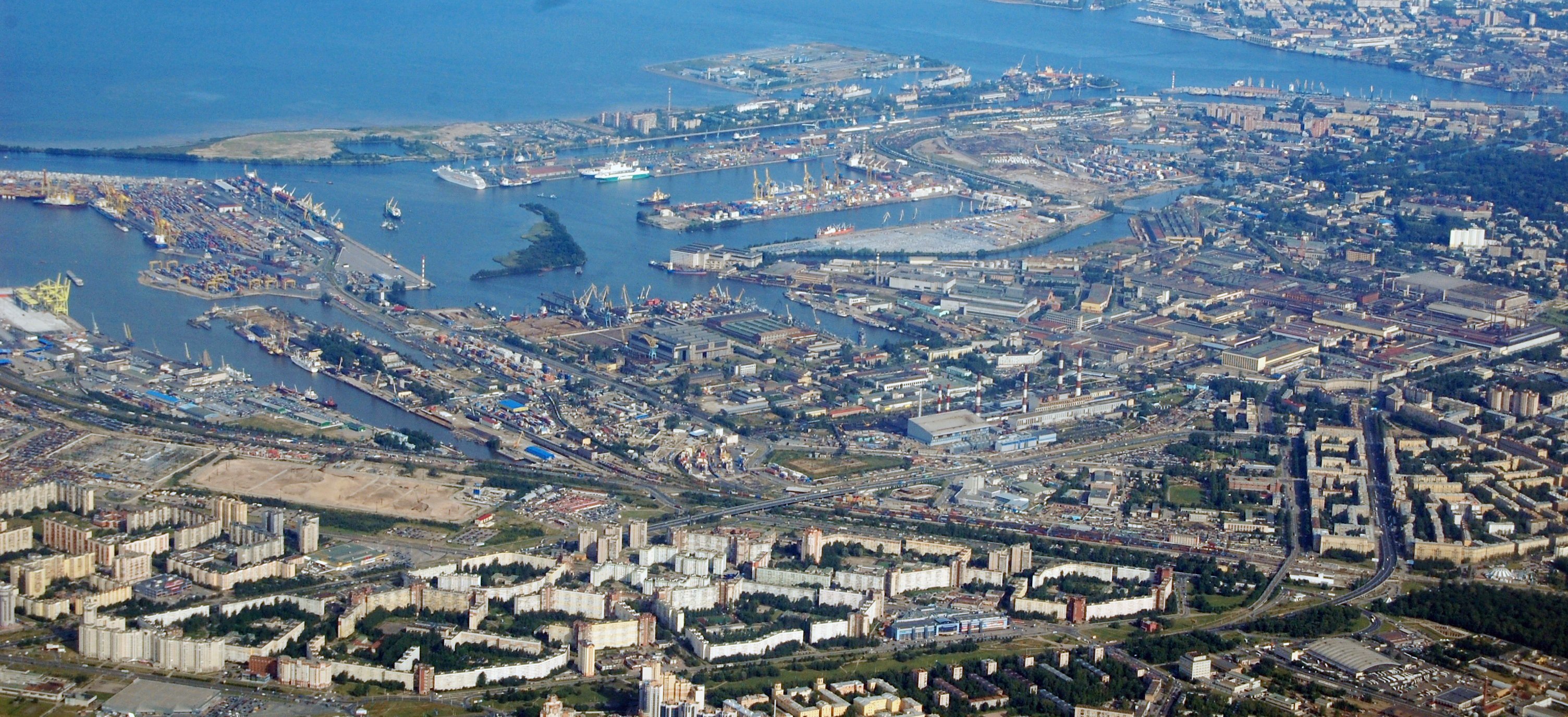

Stacja powstała w XIX w..